# Gaston Planté
Gaston Planté (Orthez, 22 d'abril del 1834 – Meudon (Alts del Sena), 21 de maig del 1889) va ser un científic francès en el camp de la física, que inventà la bateria de plom i àcid l'any 1859. Aquesta bateria va ser la primera bateria elèctrica comercialitzada.
L'any 1855, descobrí els primers fòssils de l'ocell prehistòric Gastornis parisiensis (que rep el seu cognom) prop de París. En aquell temps, Planté era només un ajudant d'A. E. Becquerel (pare del Premi Nobel Henri Becquerel). Per tant, aquest descobriment tan primerenc va quedar tapat pels seus descobriments posteriors.

## Bateria de plom i àcid
El 1859, inventà la bateria de plom i àcid. El seu primer model era un rotlle en espiral de dues làmines de plom pur separades per una tela de lli, immersa en una gerra de vidre amb una solució d'àcid sulfúric. L'any següent presentà a l'Acadèmia de Ciències de França, una bateria amb nou cel·les de plom i àcid. El 1881, Camille Alphonse Faure va desenvolupar un model millorat més eficient que va tenir molt d'èxit en els automòbils elèctrics d'aquella època.
Planté també investigà les diferències entre l'electricitat estàtica i l'electricitat dinàmica (és a dir, la produïda per les bateries). Com a part d'aquesta investigació, Planté inventà un aparell mecànic que anomenà Màquina Rheostàtica amb la qual s'obtenien voltatges alts i és un precedent del modern generador Marx.
Morí el 1889, a la part de Bellevue de Meudon, prop de París. El 1989, l'Acadèmia Búlgara de Ciències establí la Medalla Gaston Planté que premia els científics que contribueixen a la tecnologia de les bateries de plom i àcid.